# Seymour (Iowa)
Seymour – miasto w Stanach Zjednoczonych, w stanie Iowa, w hrabstwie Wayne. Zgodnie ze spisem statystycznym z 2000 roku, miasto liczyło 810 mieszkańców.